# Совєтське (Магжана Жумабаєва район)
Совє́тське (каз. Совет) — село у складі району Магжана Жумабаєва Північноказахстанської області Казахстану. Адміністративний центр Алтинданського сільського округу.
Населення — 1365 осіб (2021; 2078 у 2009, 2432 у 1999, 2774 у 1989).
Національний склад станом на 1989 рік:
- росіяни — 44 %
- німці — 30 %.